# Airolo
Airolo (lmo. Airö, Airöu, Aire, Aireu; niem. Eriels, Jerels; rm. Iriel) – miejscowość i gmina w południowej Szwajcarii, w kantonie Ticino, w okręgu (distretto) Leventina, siedziba administracyjna powiatu (circolo) Airolo. Leży nad rzeką Ticino. 

## Geografia
Na terenie gminy leżą następujące jeziora: Lago della Sella, Lago di Lucendro, Lago dei Morti.

## Demografia
W Airolo mieszkają 1 433 osoby. W 2021 roku 23,9% populacji gminy stanowiły osoby urodzone poza Szwajcarią. 

## Transport
Przez teren gminy przebiegają autostrada A2 oraz drogi główne nr 2, nr 413 i nr 561.